# Piesacus exiguus
Piesacus exiguus là một loài bọ cánh cứng trong họ Cerambycidae.